# Josh Cavallo
Joshua John Cavallo (sinh ngày 13 tháng 11 năm 1999) là một cầu thủ bóng đá chuyên nghiệp Úc, người chơi ở vị trí hậu vệ cánh và tiền vệ trung tâm cho Adelaide United. Cavallo đã đại diện cho đội tuyển quốc gia dưới 20 tuổi của Úc.

## Đầu đời
Joshua John Cavallo sinh ngày 13 tháng 11 năm 1999 tại Bentleigh East, Victoria.

## Sự nghiệp

### Thiếu niên

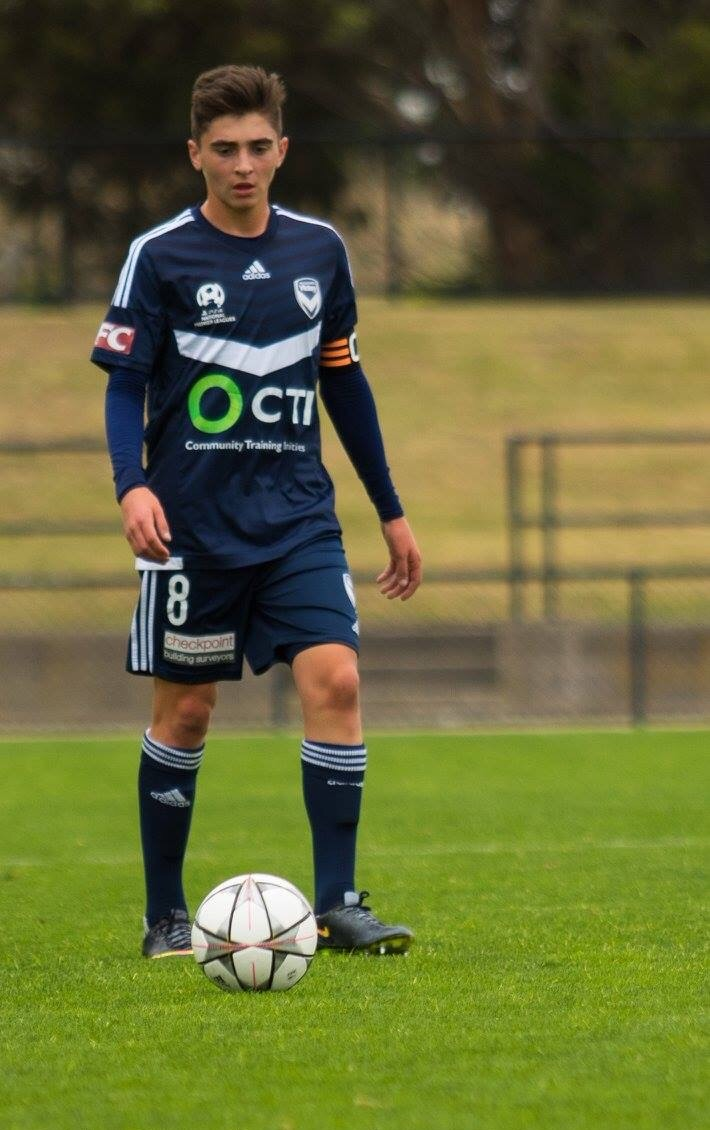
Cavallo với đội Melbourne Victory Youth năm 2016

Cavallo đại diện cho cả Melbourne Victory FC Youth và Melbourne City FC Youth.

### Western United
Vào ngày 15 tháng 4 năm 2019, Melbourne City thông báo rằng Cavallo sẽ rời câu lạc bộ khi hết hạn hợp đồng vào cuối mùa giải 2018–19.
Vào ngày 24 tháng 6 năm 2019, đội bóng mới của A-League, Western United thông báo rằng Cavallo sẽ gia nhập câu lạc bộ trước mùa giải khai mạc. Anh có trận ra mắt vào ngày 3 tháng 1 năm 2020 trong trận thua 3–2 tại câu lạc bộ trước đó của anh. Vào sân thay Apostolos Stamatelopoulos ở phút 71, anh đã nhận được phạt đền khi bị thủ môn Dean Bouzanis phạm lỗi, và được chuyển đổi bởi Besart Berisha.
Western United thông báo rằng Cavallo sẽ rời câu lạc bộ vào ngày 10 tháng 2 năm 2021 để tìm thêm thời gian chơi với một câu lạc bộ A-League khác.

### Adelaide United
Vào ngày 18 tháng 2 năm 2021, Cavallo ký hợp đồng ngắn hạn để chơi cho Adelaide United. Sau một thời gian thi đấu thành công ở A-League 2020–21, anh đã ký gia hạn hợp đồng hai năm vào ngày 11 tháng 5. Anh được khen thưởng với giải thưởng Ngôi sao đang lên A-League của Adelaide United sau chiến dịch 2020–21 thành công, trong đó anh đá chính 15 trận và ra sân 18 lần.

## Đời tư
Cavallo công khai là người đồng tính vào tháng 10 năm 2021. Vào thời điểm đó, không có cầu thủ nam đồng tính công khai nào chơi bóng đá đỉnh cao chuyên nghiệp. Anh nói trong một tuyên bố, "Tôi hy vọng rằng khi chia sẻ tôi là ai, tôi có thể cho những người khác xác định là LGBTQ+ thấy rằng họ được chào đón trong cộng đồng bóng đá."

## Thống kê sự nghiệp
Tính đến trận đấu diễn ra ngày 17 tháng 10 năm 2021
| Câu lạc bộ        | Mùa giải          | Liên đoàn         | Liên đoàn | Liên đoàn | Cup     | Cup       | Tổng cộng | Tổng cộng |
| Câu lạc bộ        | Mùa giải          | Phân công         | Ra trận   | Bàn thắng | Ra trận | Bàn thắng | Ra trận   | Bàn thắng |
| ----------------- | ----------------- | ----------------- | --------- | --------- | ------- | --------- | --------- | --------- |
| Western United    | 2019–20           | A-League          | 9         | 0         | –       | –         | 9         | 0         |
| Western United    | 2020–21           | A-League          | 0         | 0         | –       | –         | 0         | 0         |
| Western United    | Tổng cộng         | Tổng cộng         | 9         | 0         | –       | –         | 9         | 0         |
| Adelaide United   | 2020–21           | A-League          | 19        | 0         | –       | –         | 19        | 0         |
| Adelaide United   | 2021–22           | A-League          | 0         | 0         | 2       | 0         | 2         | 0         |
| Adelaide United   | Tổng cộng         | Tổng cộng         | 19        | 0         | 2       | 0         | 21        | 0         |
| Tổng số sự nghiệp | Tổng số sự nghiệp | Tổng số sự nghiệp | 28        | 0         | 2       | 0         | 30        | 0         |